# 波考塞派特克
波考塞派特克，是匈牙利佐洛州所辖的一个村，总面积18.69平方公里，总人口990，人口密度53.0人/平方公里（2010年1月1日）。